# Wolverhampton Wanderers F.C. Women
Wolverhampton Wanderers Women's Football Club, còn được gọi là Wolves Women, là một đội bóng đá nữ có trụ sở tại Anh có liên kết với câu lạc bộ Wolverhampton Wanderers - một đội bóng đang thi đấu tại Premier League. Wolves Women hiện đang thi đấu ở FA Women's National League North.

## Lịch sử
Đội bóng bắt đầu hoạt động vào năm 1975 dưới tên Heathfield Rovers. Rồi đổi tên thành Wolverhampton & Wednesbury Tube LFC vào mùa giải sau đó, họ sau đó tiếp tục đổi sang cái tên Wolverhampton Ladies. Chỉ ngay trước mùa giải 1993-93, đội bóng có được sự cho phép của Wolverhampton Wanderers để thi đấu dưới tên Wolverhampton Wanderers Women's Football Club và họ được thăng hạng lên FA Women's Premier League National Division cũng vào mùa giải đó. Tuy nhiên, chỉ hai mùa giải sau đó họ đã phải xuống chơi tại Northern Division. Rachel Unitt được đôn lên từ hệ thống đào tạo trẻ của đội và ghi 12 bàn trong mùa giải 1999-00, trước khi chuyển tới Everton mùa giải sau đó.
Tháng 5 năm 2001, Dennis Mortimer được bổ nhiệm làm huấn luyện viên. Ông đưa đội vào cuộc chiến giành tấm vé thăng hạng trong ba mùa giải đương nhiệm trước khi rời đi vào năm 2004. Mùa giải 2004-05, Wolves Women về đích ở vị trí Á quân, sau Sunderland nhưng hai cầu thủ quan trọng Emily Westwood và Amy McCann đã rời đội để chuyển tới Everton vào mùa hè, Wolves Women chỉ về đích thứ sáu trong mùa giải 2005-06.
Wolves Women phải xuống chơi tại Midland Combination sau khi chỉ về đích thứ 11 trong mùa 2006-07. Tháng 5 năm 2008, đội bóng được gia cố sau khi liên kết hoàn toàn với Wolverhampton Wanderers và trở thành đối tác của Wolverhampton College.
Vào ngày 19 tháng 4 năm 2012, Wolves Women lên ngôi vô địch Midland Combination và giành quyền thăng hạng trở lại Northern Division cho mùa giải 2012-13. Họ sau đó đánh bại Stoke trong trận chung kết League Cup để hoàn thành cú đúp danh hiệu.
Mùa giải 2014-15 với Wolves Women là một mùa giải đáng quên. Họ phải xuống hạng sau khi đứng đội sổ ở Northern Division. Wolves Women chỉ có được 8 điểm sau 22 trận, và đội bóng đã thay đổi đội ngũ huấn luyện vào cuối mùa.
Đầu mùa giải 2015-16, Steve Cullis trở thành huấn luyện viên và được giao mục tiêu đưa đội trở lại Northern Division, cùng với đó là phát triển hệ thống đào tạo trẻ của đội. Wolves Women cũng rút đội dự bị ra khỏi FA Women's Premier League Reserves (Midlands), đội bóng đã thi đấu ở WPL trong 13 mùa giải qua.
Tháng 10 năm 2016, Cullis chuyển sang làm Giám đốc kĩ thuật cho Trung tâm đào tạo tài năng địa phuơng của đội. Tim Dudding được bổ nhiệm làm người thay thế Cullis trên băng ghế huấn luyện. Dudding đã dẫn dắt đội đến với một mùa giải thành công, kết thúc bằng việc dành quyền thăng hạng lên Northern Division.
Sau khởi đầu mùa giải thất vọng, Dan McNamara được bổ nhiệm làm huấn luyện viên trưởng vào đầu năm 2018 và đưa đội chiến đấu quả cảm trong cuộc chiến trụ hạng, nhưng vẫn phải chấp nhận xuống hạng vì thua hiệu số. Sau khi kim tự tháp bóng đá nữ được tái cấu trúc vào mùa hè cùng năm, Wolves Women sẽ thi đấu tại FA Women's National League Midlands Division One. Cho mùa giải 2018-19 đội bóng đã cho ra mắt đội Dự bị.
Cuối mùa giải 2020-21, Wolves được thăng hạng lên FA Women's National League North. Ở mùa giải kế tiếp (2021–22), Wolves có được vị trí để tiến đến vòng play-off cùng cơ hội có thêm một lần thăng hạng, lần này là tới FA Women’s Championship, đánh bại Sheffield F.C. Ladies 2-0 với 3 trận còn lại trước khi mùa giải khép lại. Họ đã để thua trong trận play-off với tỉ số 0-1 trước đội vô địch giải miền Nam Southampton F.C.

## Sân vận động
Wolves Women chơi các trận đấu sân nhà tại sân New Bucks Head ở Telford, sân nhà của câu lạc bộ A.F.C. Telford United.

### Đội hình
Tính đến ngày 14 tháng 8 năm 2022.
Ghi chú: Quốc kỳ chỉ đội tuyển quốc gia được xác định rõ trong điều lệ tư cách FIFA. Các cầu thủ có thể giữ hơn một quốc tịch ngoài FIFA.
| Số | VT | Quốc gia    | Cầu thủ                 |
| -- | -- | ----------- | ----------------------- |
| 1  | TM | Bắc Ireland | Shan Turner             |
| 2  | HV | Anh         | Laura Cooper            |
| 4  | HV | Anh         | Anna Price (đội trưởng) |
| 5  | HV | Anh         | Emma Cross              |
| 6  | TĐ | Anh         | Maz Gauntlett           |
| 7  | TV | Anh         | Tammi George            |
| 8  | TV | Anh         | Shannie Jennings        |
| 9  | TĐ | Anh         | Jade Cross              |
| 11 | TĐ | Anh         | Amber Hughes            |
| 13 | TM | Anh         | Bec Thomas              |
| 14 | TĐ | Anh         | Amy Dicken              |
| 15 | HV | Anh         | Kelly Darby             |

| Số | VT | Quốc gia | Cầu thủ       |
| -- | -- | -------- | ------------- |
| 16 | TV | Anh      | Summer Holmes |
| 17 | TV | Anh      | Katie Johnson |
| 18 | HV | Anh      | Anna Morphet  |
| 19 | TĐ | Anh      | Ali Miller    |
| 20 | TV | Wales    | Lowri Walker  |
| 21 | TĐ | Anh      | Lauren Riley  |
| 22 | TV | Anh      | Helen Dermony |
| 24 | TĐ | Anh      | Ellie Butler  |
| 25 | TĐ | Anh      | Leo Joyce     |
| 26 | HV | Anh      | Ria Elsmore   |
| 28 | TV | Anh      | Beth Merrick  |
| 31 | TV | Anh      | Leah Burridge |

## Các cựu cầu thủ nổi bật
Các cựu cầu thủ của Wolves Women đã từng được thi đấu ở cấp độ đội tuyển.
- Emily Westwood
- Rachel Unitt
- Jody Handley
- Amy McCann
- Kerrie Manley

## Danh hiệu
- Vô địch FA Women's Premier League Midlands Division One 2016/17[6]